# فناء أمريكا الخلفي
الفناء الخلفي لأمريكا هو مفهوم يستخدم غالبًا في سياقات العلوم السياسية والعلاقات الدولية للإشارة إلى منطقة نفوذ الولايات المتحدة، والمناطق التقليدية لهيمنتها، وخاصة أمريكا اللاتينية.
إنه مشابه إلى حد ما للمفهوم الروسي للخارج القريب (بالروسية:ближнее зарубежье ، blizhneye zarubezhye)، والذي كانت يشير إلى دول آسيا الوسطى خلال حكم الحقبة السوفيتية.
برز هذا المصطلح مؤخرًا في وسائل الإعلام الشعبية بالإشارة إلى التهديدات للأمن القومي الأمريكي (بما في ذلك المناورات العسكرية الروسية والإرهاب في الشرق الأوسط) المستخدمة لمقارنة هذه التهديدات في الداخل مع تلك الموجودة على الجبهات التقليدية في أوروبا أو الشرق الأوسط.
في سياق بعيد عن الجيوسياسية، يستخدم مصطلح الفناء الخلفي لأمريكا أيضًا في بعض الأحيان للإشارة إلى المنتزهات الوطنية والأراضي العامة في الولايات المتحدة، فضلًا عن قلب أمريكا بشكل عام.

## المصطلح

### «الفناء الخلفي» مقابل «الخارج القريب»
بالاعتماد على استخدام مصطلح الفناء الخلفي للإشارة إلى المنطقة المحيطة أو الحي الذي يقيم فيه المرء، جرت الإشارة إلى «الفناء الخلفي لأمريكا» بالمنطقة التي أكدت فيها الولايات المتحدة، بصفتها «مالك المنزل»، بعض حقوق الملكية أو سعت إلى الحد من التأثير الخارجي. على العكس من ذلك، يُشار إلى «الفناء الخلفي لأمريكا» إلى المنطقة التي قد يُخشى فيها من تصرفات العدو أو القوى المتنافسة أو يُنظر إليها على أنها استفزازية. ولهذا الأمر الكثير من القواسم المشتركة مع روسيا بما يتعلق بالخارج القريب، الذي يقصد به في المقام الأول الإشارة إلى دول الكتلة السوفيتية السابقة؛ تشير عبارة «الخارج القريب» إلى أن «روسيا [ادعت] بحقوق في المنطقة تتجاوز الاتفاقيات الدبلوماسية التقليدية».
هناك اختلافات بين المصطلحات، إذ تشير عبارة «الخارج القريب» بالنسبة لروسيا إلى البلدان التي كانت في السابق في اتحاد سياسي مع روسيا حتى سقوط الاتحاد السوفيتي (وبعد الاستقلال كانت في البداية جزءًا من رابطة الدول المستقلة التي ترتبط ارتباطًا وثيقًا)، في حين أن دول أمريكا الوسطى والجنوبية التي تعتبر جزءًا من الفناء الخلفي لأمريكا لم تكن مرتبطة سياسيًا بالولايات المتحدة (باستثناء بنما). بالإضافة إلى ذلك، استخدم مصطلح «الفناء الخلفي لأمريكا» في سياق محلي للإشارة إلى المنتزهات الوطنية والأراضي المفتوحة الأخرى، بينما يشير مصطلح «الخارج القريب» فقط إلى المناطق الأجنبية (رغم أنها قريبة) ولا يمكن استخدامه في سياق الأراضي العامة

### استخدامات أخرى للمصطلح
هناك استخدامات أخرى فيما يتعلق بالأراضي العامة والأمن الداخلي.
تستخدم قناة ناشيونال جيوغرافيك أيضًا مصطلح «الفناء الخلفي لأمريكا» للإشارة إلى الأراضي العامة في أمريكا. مثل، المنتزهات الوطنية والغابات وملاجئ الحياة البرية والمنتزهات الحضرية والحدائق الحضرية - الأراضي العامة في الولايات المتحدة. يشتمل هذا المزيج على الطرق الخضراء وطرق الأنهار، فضلًا عن المعالم التاريخية والمناظر الطبيعية. تشكل الأراضي العامة أو «الفناء الخلفي لأمريكا» نحو ثلث مساحة الولايات المتحدة.
استخدمت فكرة الفناء الخلفي لأمريكا - مكانًا للأمن والهدوء، على عكس خطوط الصراع في أماكن أخرى، في إشارة إلى أمريكا الوسطى. مثلًا، بعد تفجير مدينة أوكلاهوما، كان الأمريكيون صريحين حول صدمتهم لأن هذا الهجوم وقع في بلدة «وسط أمريكا» بدلًا من واحدة من مدن أمريكا السياسية أو الاقتصادية المعروفة أو في الخارج. أعرب الكثيرون عن دهشتهم من أن مثل هذا الإرهاب يمكن أن يحدث في قلب وسط الولايات المتحدة، «في أعماق قلب أمريكا». علاوة على ذلك، ظهر مصطلح «الفناء الخلفي لأمريكا» بالتبادل مع «قلب الأرض» في كتابات مجموعة متنوعة من الصحفيين والمؤلفين وقدامى المحاربين والمدونين.

## تاريخ الفناء الخلفي للولايات المتحدة الأمريكية
يشير مصطلح «الفناء الخلفي لأمريكا» في الأصل إلى منطقة هيمنة الولايات المتحدة التقليدية ومجال نفوذها الرئيسي، والذي كان أمريكا الوسطى والجنوبية لفترة طويلة.